# Бонлок
Бонло́к (фр. Bonloc) — коммуна во Франции, находится в регионе Новая Аквитания. Департамент — Атлантические Пиренеи. Входит в состав кантона Пеи-де-Бидаш, Амикюз и Остибар. Округ коммуны — Байонна.
Код INSEE коммуны — 64134.

## География

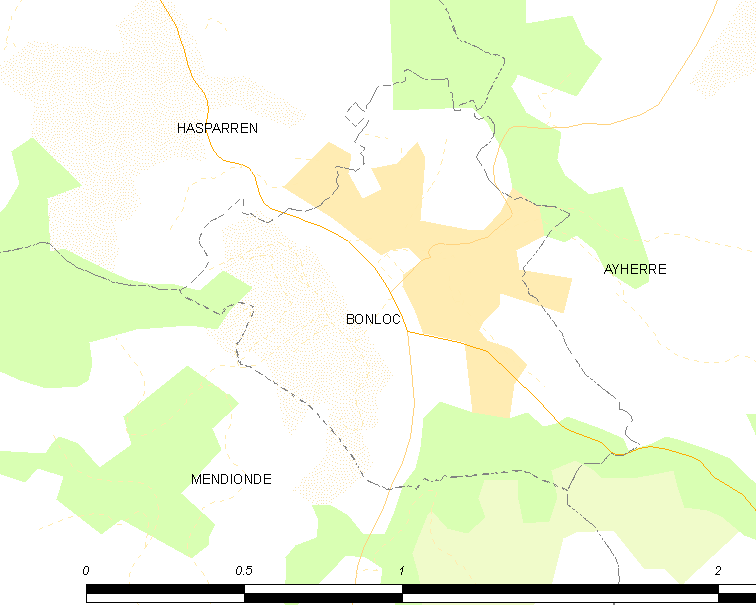
Карта коммуны

Коммуна расположена приблизительно в 670 км к юго-западу от Парижа, в 175 км южнее Бордо, в 75 км к западу от По.
По территории коммуны протекает река Аран.

## Климат
Климат тёплый океанический. Зима мягкая, средняя температура января — от +5°С до +13°С, температуры ниже −10 °C бывают редко. Снег выпадает около 15 дней в году с ноября по апрель. Максимальная температура летом порядка 20-30 °C, выше 35 °C бывает очень редко. Количество осадков высокое, порядка 1100 мм в год. Характерна безветренная погода, сильные ветры очень редки.

## Население
Население коммуны на 2010 год составляло 371 человек.
| 1962 | 1968 | 1975 | 1982 | 1990 | 1999 | 2010 |
| ---- | ---- | ---- | ---- | ---- | ---- | ---- |
| 193  | 189  | 189  | 200  | 228  | 283  | 371  |

## Администрация
| Период | Период | Фамилия         | Партия | Примечания |
| ------ | ------ | --------------- | ------ | ---------- |
| 1995   | 2020   | Мишель Эчеверри |        |            |

## Экономика
В 2010 году среди 246 человек трудоспособного возраста (15-64 лет) 185 были экономически активными, 61 — неактивными (показатель активности — 75,2 %, в 1999 году было 74,0 %). Из 185 активных жителей работали 171 человек (98 мужчин и 73 женщины), безработных было 14 (4 мужчины и 10 женщин). Среди 61 неактивных 29 человек были учениками или студентами, 17 — пенсионерами, 15 были неактивными по другим причинам.

## Фотогалерея

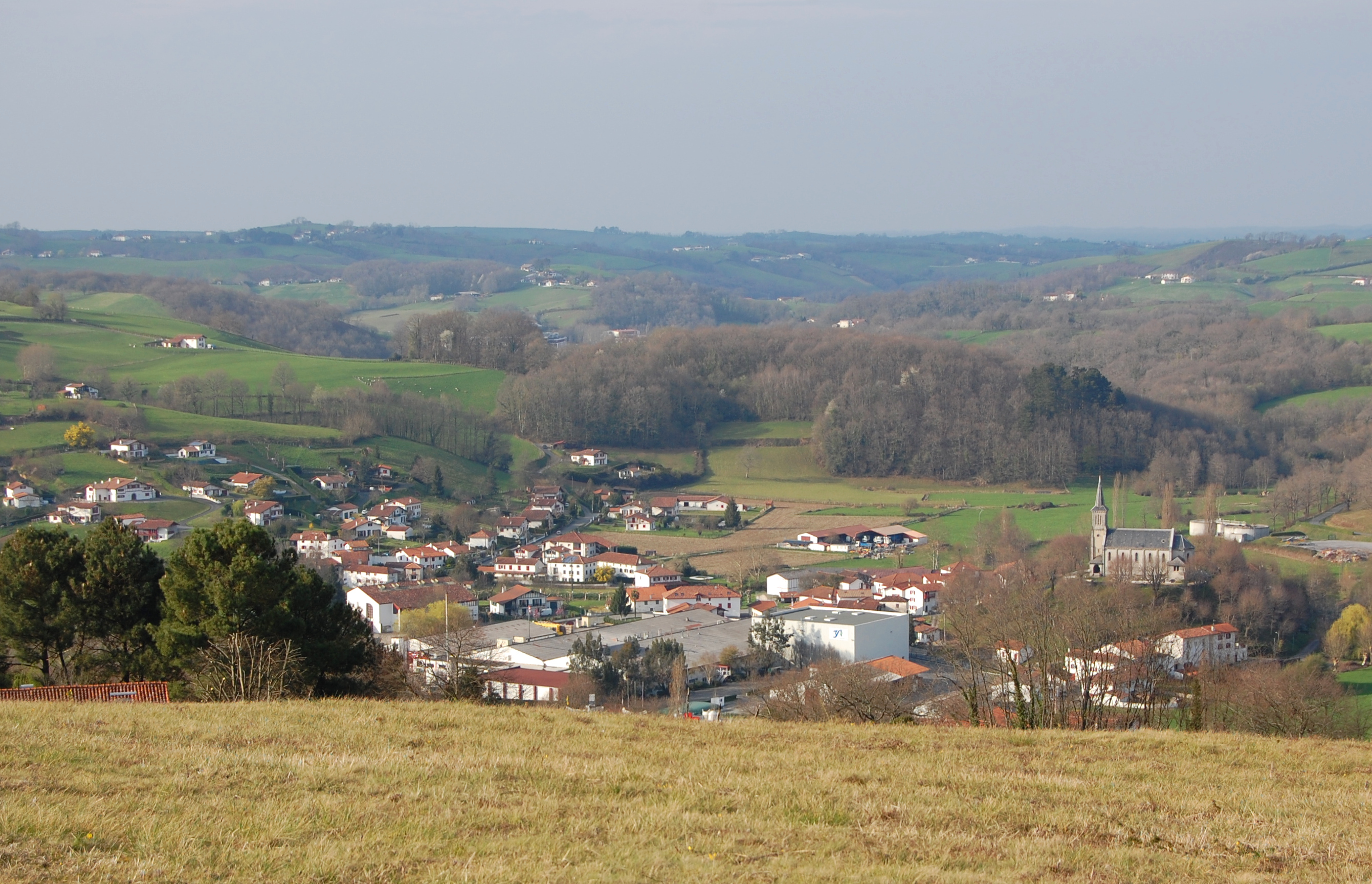
Бонлок
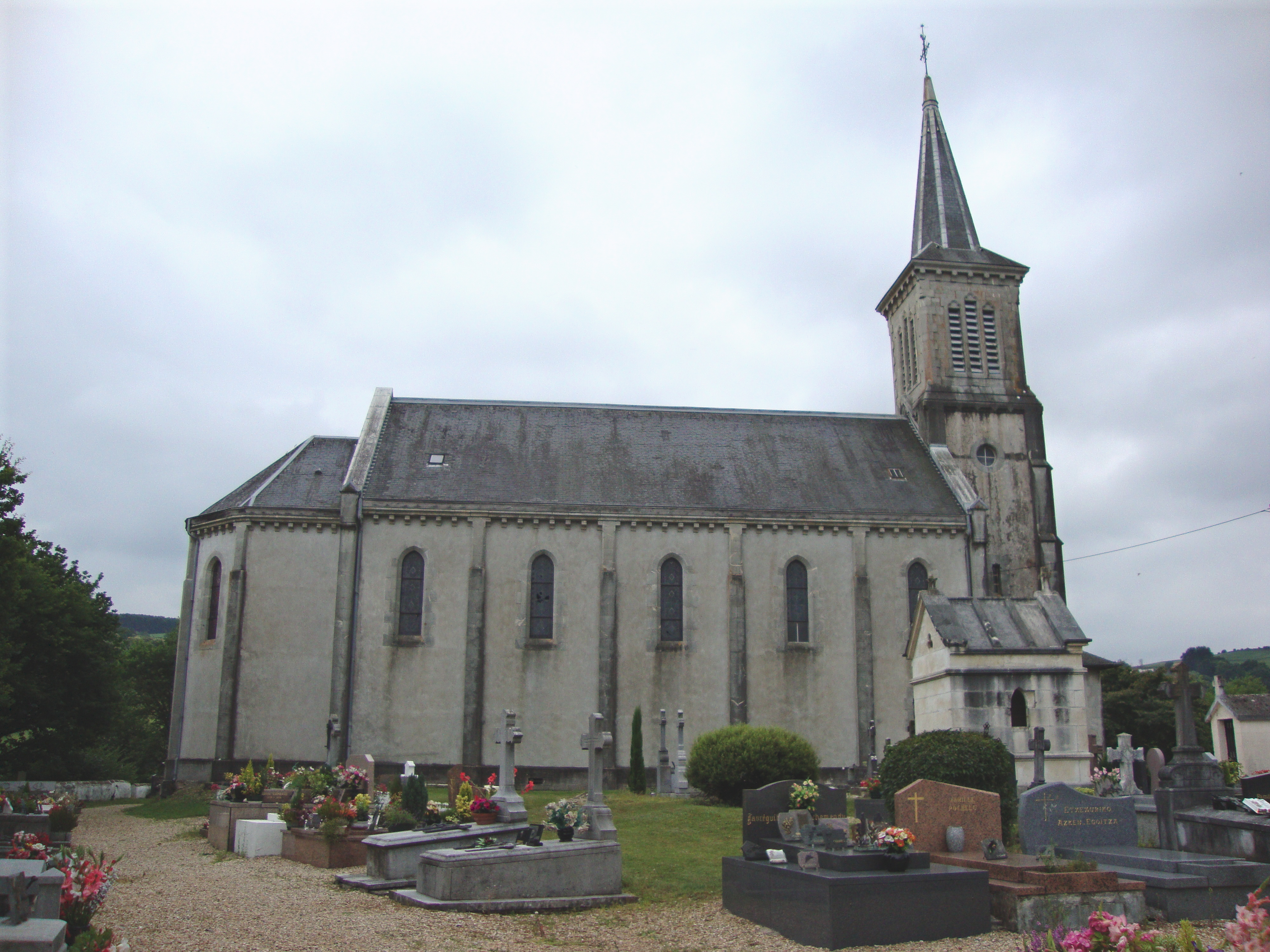
Церковь Успения Божьей Матери
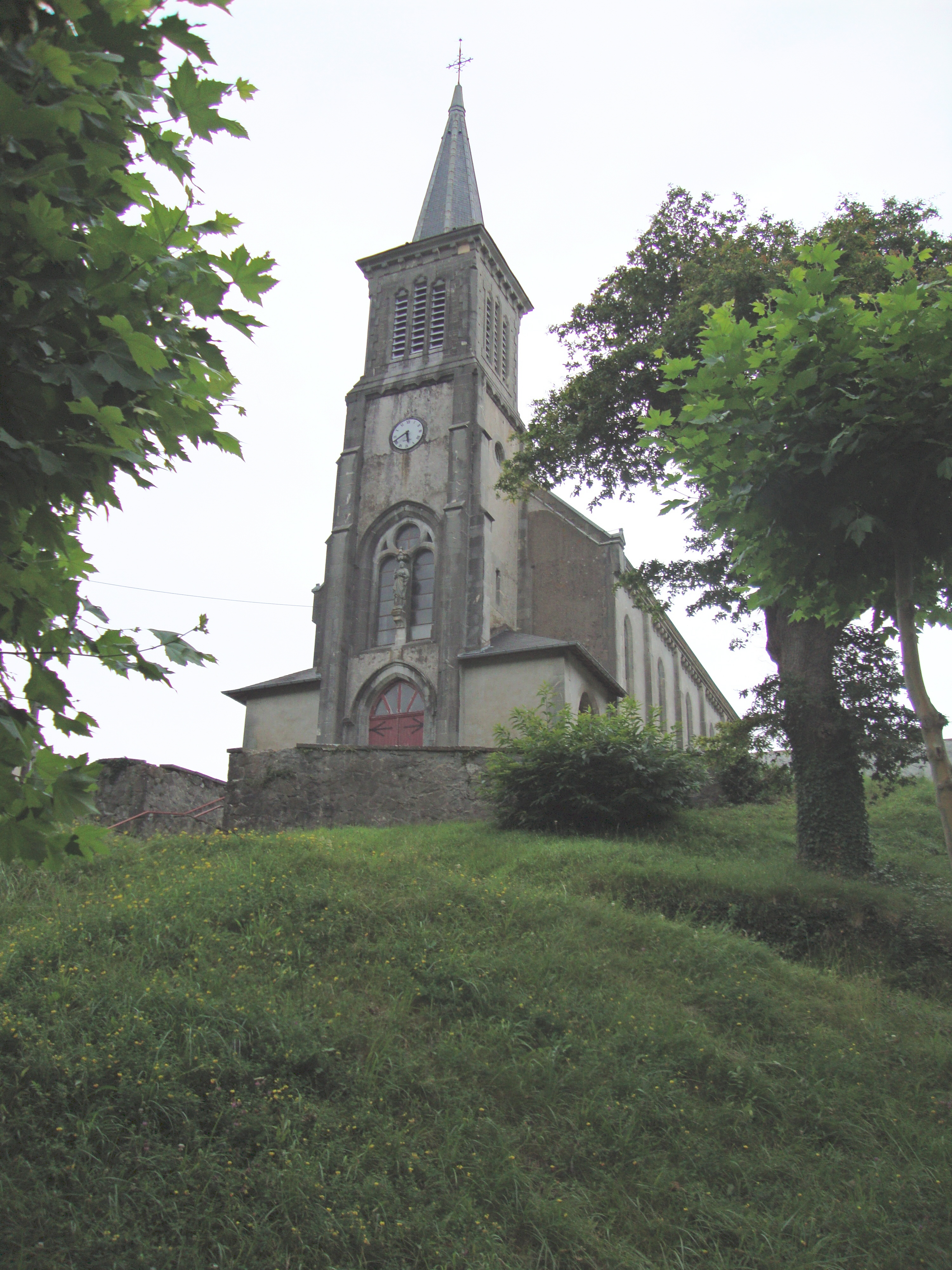
Церковь Успения Божьей Матери
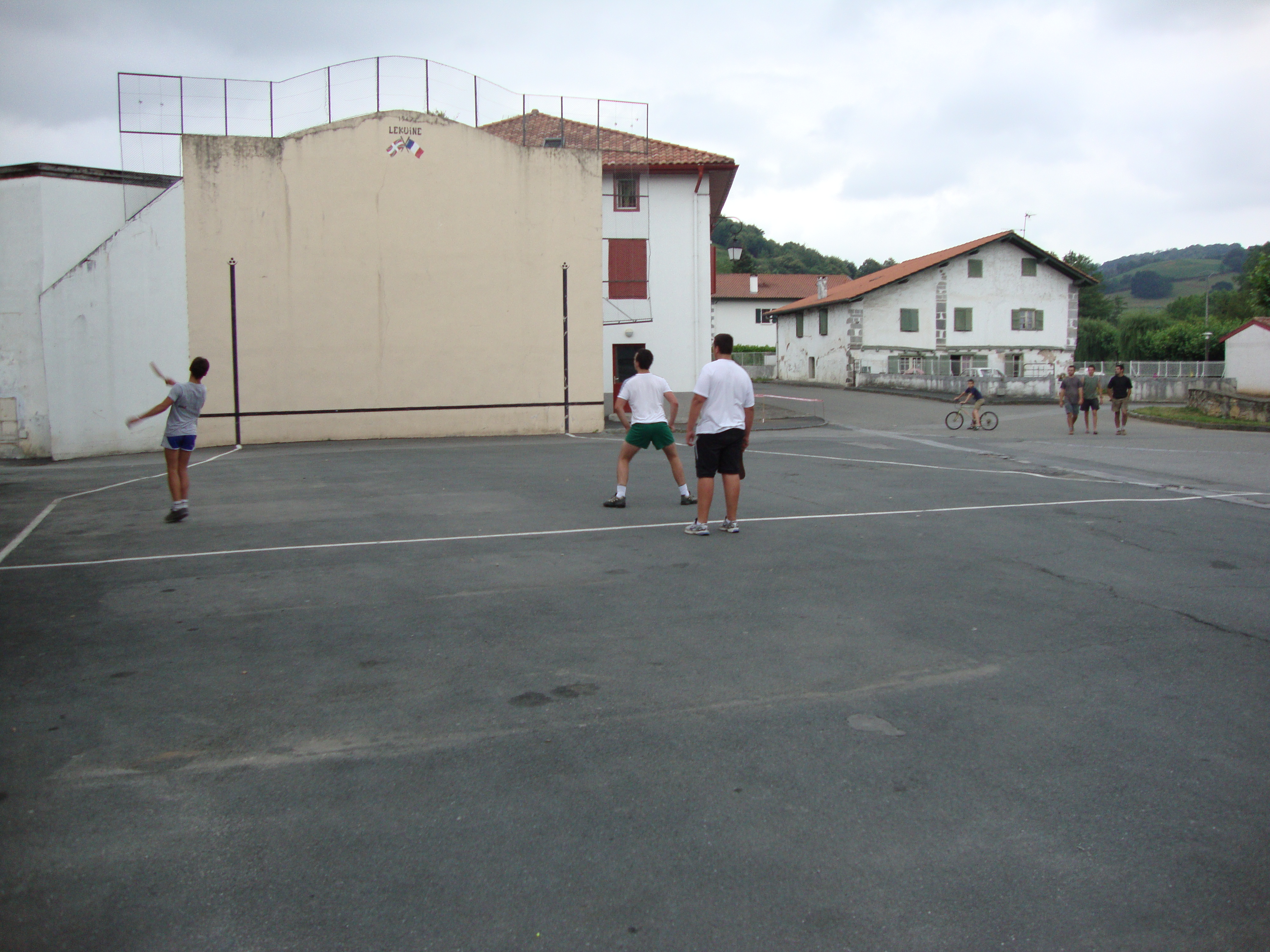
Площадка для игры в пелоту
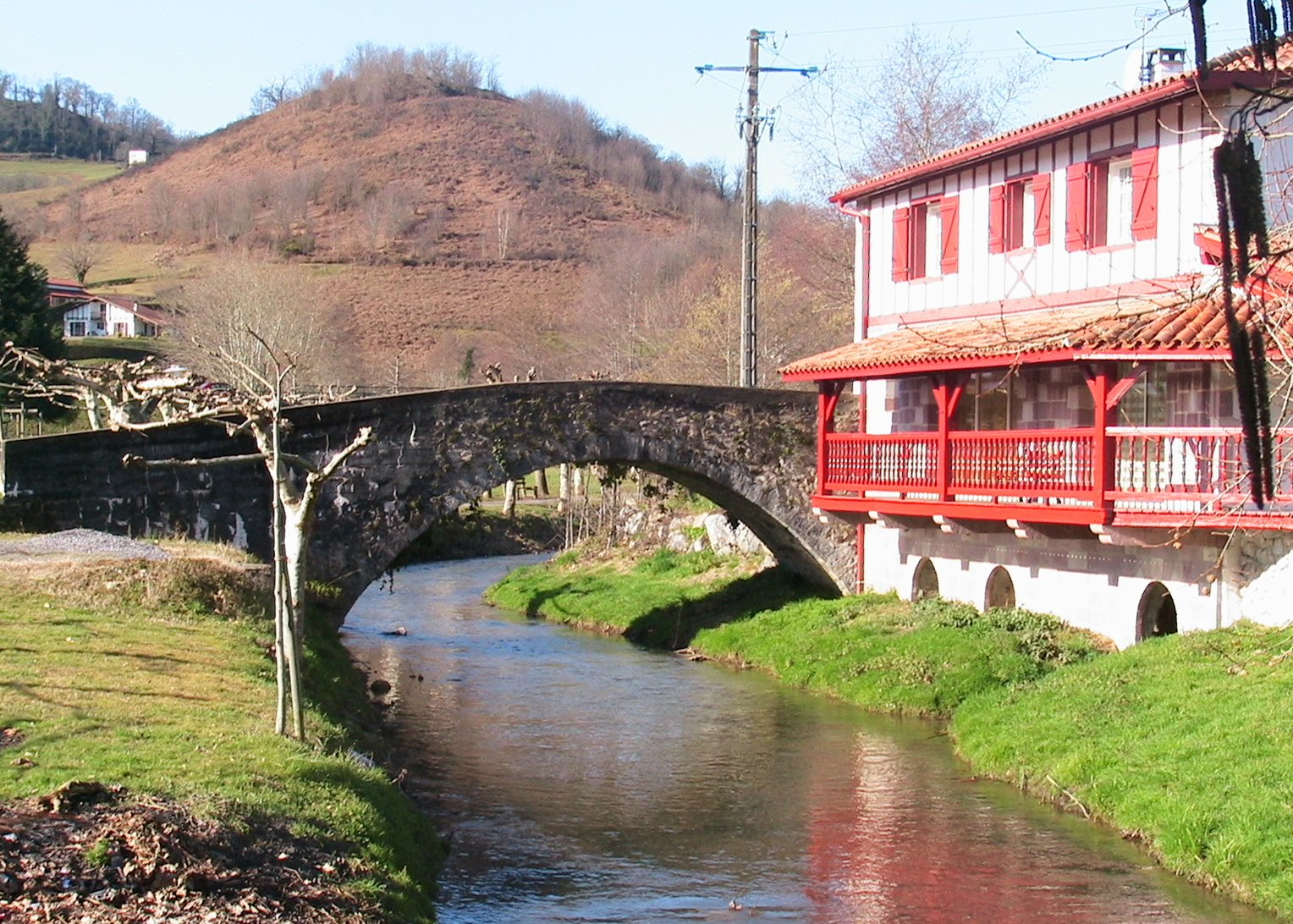
Мост через реку Аран